# ボブ・ミリケン
ボブ・ミリケン（Robert Fogle Milliken、1926年8月25日 - 2007年1月4日）は、アメリカ合衆国ウェストバージニア州マーシャル郡出身のプロ野球選手（投手）。右投げ右打ち。

## 経歴
1948年にマイナーリーグのフォートワース・パンサーズでデビューを果たした。その後1950年にモントリオール・ロイヤルズに移籍した後、1951年〜1952年は朝鮮戦争の兵役によりプロ野球界から一時離れた。
1953年に復員後、ブルックリン・ドジャースに入った事によって彼の野球人生に転機が訪れる。当時のドジャースは、後に『ドジャースの戦法』という著書が発行される位、従来の練習法を覆した合理的かつ論理的な練習方法を取り入れていた。ミリケンはフォロースルーが不完全（背中を真っ直ぐにしたまま投げる）という投手としては致命的な欠点を持っていた。そこで、欠点を克服する方法として、準備運動をすませた投手の利き腕に木片か鉛筆を握らせて、投球の形をやらせてみる事を実践した。するとミリケンの欠点は瞬く間に改善し、先発ローテーション入りするまでに成長を遂げた。この年、8勝4敗2セーブの成績を挙げ、チームのナショナルリーグ制覇に貢献した。同年のワールドシリーズ（vsニューヨーク・ヤンキース）では第6戦に登板し、5回と6回を無失点に抑えた。翌1954年にもシーズン途中まで5勝2敗2セーブと活躍するが、腕を故障。結局7月29日の登板を最後に、メジャーリーグの舞台に立つ事はなかった。その後1955年〜1956年にかつて所属したフォートワースとモントリオールでプレーし、1956年限りで現役生活にピリオドを打った。
引退後は1965年〜1970年・1976年にセントルイス・カージナルスの投手コーチに就任。1967年にはチームをワールドシリーズ制覇に導いた。その後はカージナルスのスカウトを2006年まで担当した。
2007年1月4日にフロリダ州クリアウォーターで死去。80歳没。プロ野球界に関わったのは、実に58年にも及ぶ。

## 通算成績

### 年度別投手成績
| 年 度     | 球 団     | 登 板 | 先 発 | 完 投 | 完 封 | 無 四 球 | 勝 利 | 敗 戦 | セ 丨 ブ | ホ 丨 ル ド | 勝 率 | 打 者 | 投 球 回 | 被 安 打 | 被 本 塁 打 | 与 四 球 | 敬 遠 | 与 死 球 | 奪 三 振 | 暴 投 | ボ 丨 ク | 失 点 | 自 責 点 | 防 御 率 | W H I P |
| --------- | --------- | ----- | ----- | ----- | ----- | -------- | ----- | ----- | -------- | ----------- | ----- | ----- | -------- | -------- | ----------- | -------- | ----- | -------- | -------- | ----- | -------- | ----- | -------- | -------- | ------- |
| 1953      | BRO       | 37    | 10    | 3     | 0     | 0        | 8     | 4     | 2        | --          | .667  | 485   | 117.2    | 94       | 13          | 42       | --    | 0        | 65       | 4     | 0        | 52    | 44       | 3.37     | 1.16    |
| 1954      | BRO       | 24    | 3     | 0     | 0     | 0        | 5     | 2     | 2        | --          | .714  | 261   | 62.2     | 58       | 12          | 18       | --    | 2        | 25       | 1     | 0        | 31    | 28       | 4.02     | 1.21    |
| 通算：2年 | 通算：2年 | 61    | 13    | 3     | 0     | 0        | 13    | 6     | 4        | --          | .684  | 746   | 180.1    | 152      | 25          | 60       | --    | 2        | 90       | 5     | 0        | 83    | 72       | 3.59     | 1.18    |

### 背番号
- 25 （1953年 - 1954年）
- 8 （1965年 - 1970年，1976年）